# Campo de Herrera
Campo de Herrera es una localidad argentina ubicada en el Departamento Famaillá de la Provincia de Tucumán. Se encuentra ubicada al Norte de Famaillá, sobre la Ruta Provincial 322, entre la Ruta Nacional 38 y la localidad de Bella Vista
"La Cooperativa Trabajadores Unidos de Trabajo Agropecuario Limitada", nació como una cooperativa de trabajo, en la localidad de Campo de Herrera, conformada por los trabajadores del cerrado ingenio de Bella Vista.	Trabajan unas 2 mil hectáreas de cultivos, entre ellos caña de azúcar, frutilla y cítricos, así como también ladrillos. La cooperativa de trabajo es tomada como modelo a nivel internacional. La cooperativa cuenta con una cámara frigorífica y espera poder exportar su producción.

## Población
Cuenta con 890 habitantes (Indec, 2010), lo que representa un descenso del 8% frente a los 970 habitantes (Indec, 2001) del censo anterior.